# Jürgensplatz
Der Jürgensplatz ist Vorplatz des Düsseldorfer Polizeipräsidiums und wurde im Sommer 1945 nach dem hingerichteten Kommandanten der Schutzpolizei Franz Jürgens benannt, der sich zuletzt am Widerstand gegen den Nationalsozialismus beteiligt hatte. Recherchen ab 2018 ergaben allerdings, dass er auch an nationalsozialistischen Verbrechen beteiligt gewesen war, weshalb ein neuer Name für den Platz gesucht wird. Eine Auswertung von Vorschlägen zur Umbenennung des Platzes steht bevor.

## Lage
Der Jürgensplatz ist ein Platz und Straßenzug im Düsseldorfer Stadtteil Unterbilk. Die Durchfahrt ist nur für Anlieger und Radfahrende gestattet. Es gibt Verbindung zur Hubertusstraße und Reichsstraße im Norden, über die der Platz verlassen werden kann (Einbahn-Regelung). Im Süden kreuzt der Fürstenwall, bevor der Jürgensplatz in die Lorettostraße übergeht. Auf dem Platz befindet sich eine Trambahn-Haltestelle der Linie 708 mit dem Namen „Polizeipräsidium“.
Auf der westlichen Seite der Straße befinden sich die ungeraden Hausnummern 1, 3 und 5, auf der östlichen Straßenseite die geraden Hausnummern 32 bis 52 (Hausnummer 54 fehlt) und 56 bis 72.

## Namensgeber

### Kavallerieplatz bzw. Kavalleriestraße

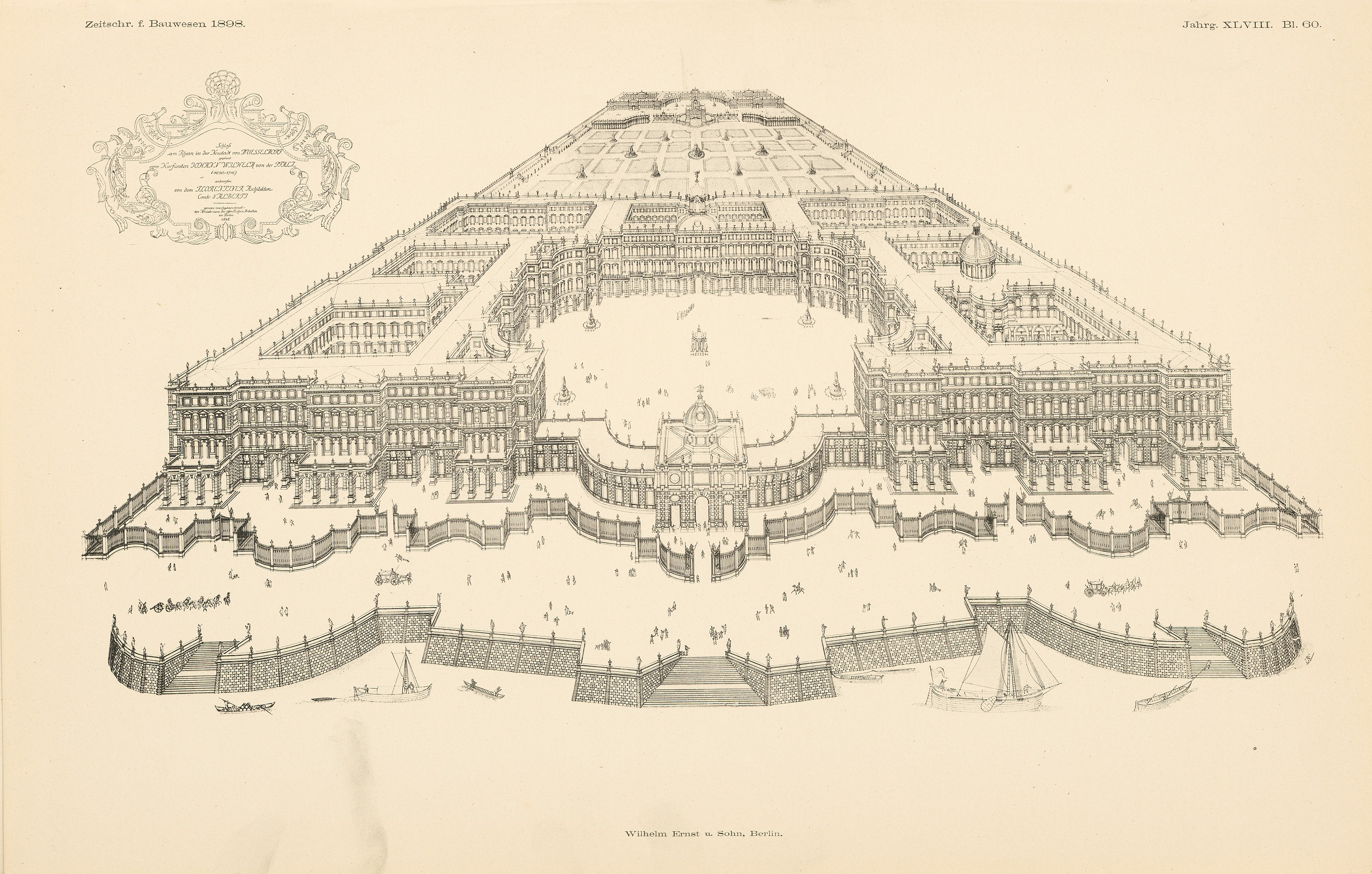
Zu Beginn des 18. Jahrhunderts geplanter Schlossneubau in einem „Idealplan“ von Matteo Alberti: Der rheinische Provinzialkonservator Paul Clemen vermutete, später unterstützt durch Theodor Levin, dass als Standort des Schlosses das Rheinufer der Düsseldorfer Neustadt, also das heutige Regierungsviertel westlich des Jürgensplatzes, gedacht war.

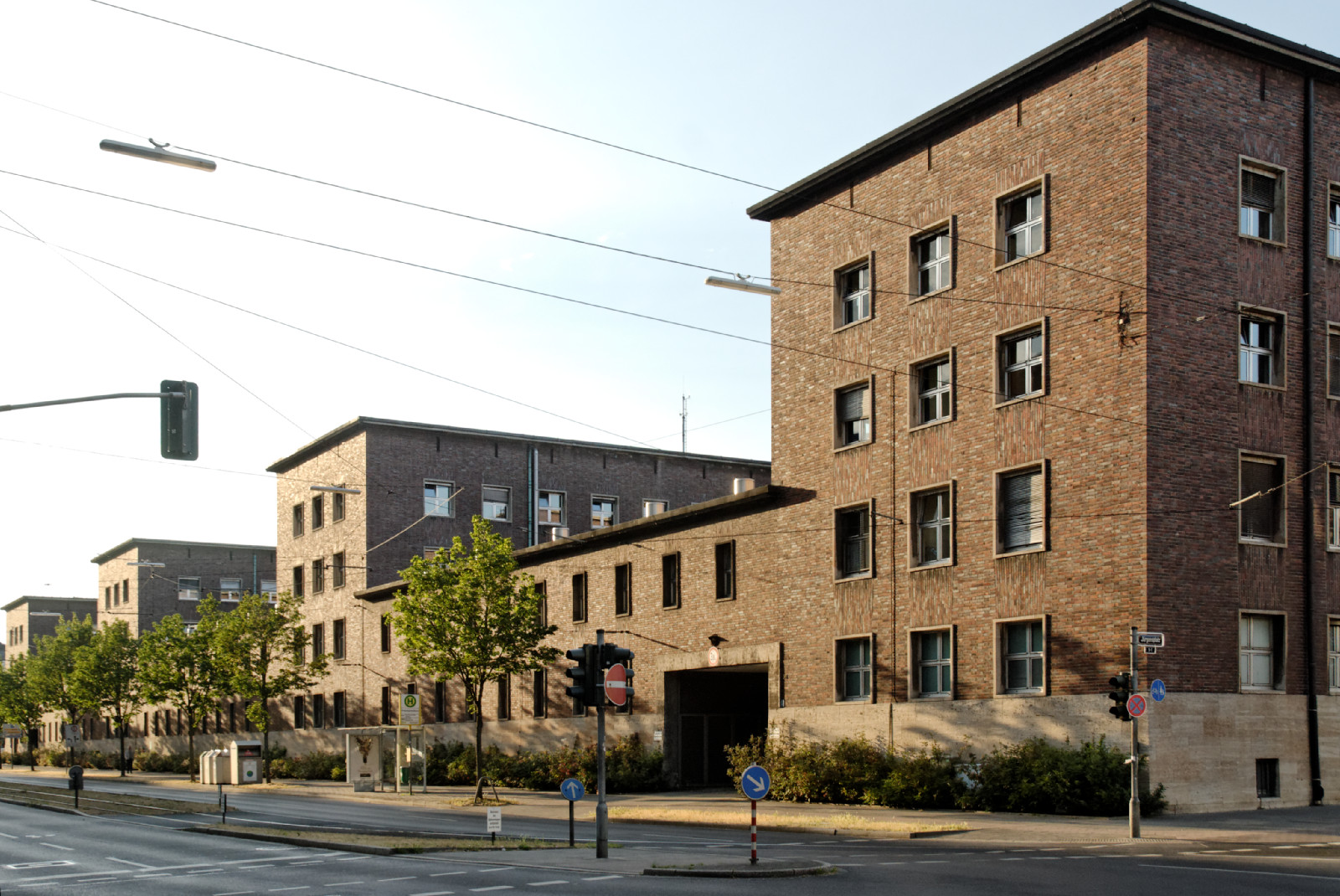
Polizeipräsidium Düsseldorf, Jürgensplatz 5 (2011)

Ursprünglich soll Kurfürst Jan Wellem an dieser Stelle sein neues Schloss geplant haben.
Bis 1822 wurden die Reiterkasernen (Kavallerie) des Westfälischen Ulanen-Regiments Nr. 5 zwischen der Kavalleriestraße und der Neusser Straße von Gottfried Bandhauer errichtet.
Die Gebäude für das Polizeipräsidium Düsseldorf und die Oberfinanzdirektion wurden zwischen 1929 und 1939, auf dem Gelände der ehemaligen Husarenkaserne, erbaut. Sie zeigen sachlich-zweckorientierte Backsteinarchitekturen für Verwaltungsbauten der 1920er und 1930er Jahre. Bei der Grundsteinlegung 1929 war Hans Langels gemeinsam mit dem preußischen Innenminister Albert Grzesinski (SPD) dabei. Der Bau konnte erst vier Jahre später vollendet werden. Das Polizeipräsidium begann mit dem Umzug von der Mühlenstraße 29 aus dem Stadthaus im Winter 1933 bis zum April 1934.
Dieser seit 1928 geplante, zwischen 1936 und 1939 für die Behörde des Oberfinanzpräsidenten errichtete Backsteinbau liegt zwischen dem gestalterisch ähnlichen Polizeipräsidium Düsseldorf, der Hubertusstraße, der Neusser Straße und der Kavalleriestraße. Durch die pathetisch-funktionale Formensprache, die für das Neue Bauen, aber auch für die Architektur im Nationalsozialismus typisch ist, wirkt das Gebäude wie eine Kaserne.

### Ab 1934 oder 1937: Mackensenplatz
Die erste Umbenennung fand durch die Nationalsozialisten 1934 oder 1937 statt. Für den „Mackensenplatz“ stand August von Mackensen Pate.

### Ab 1945: Jürgensplatz

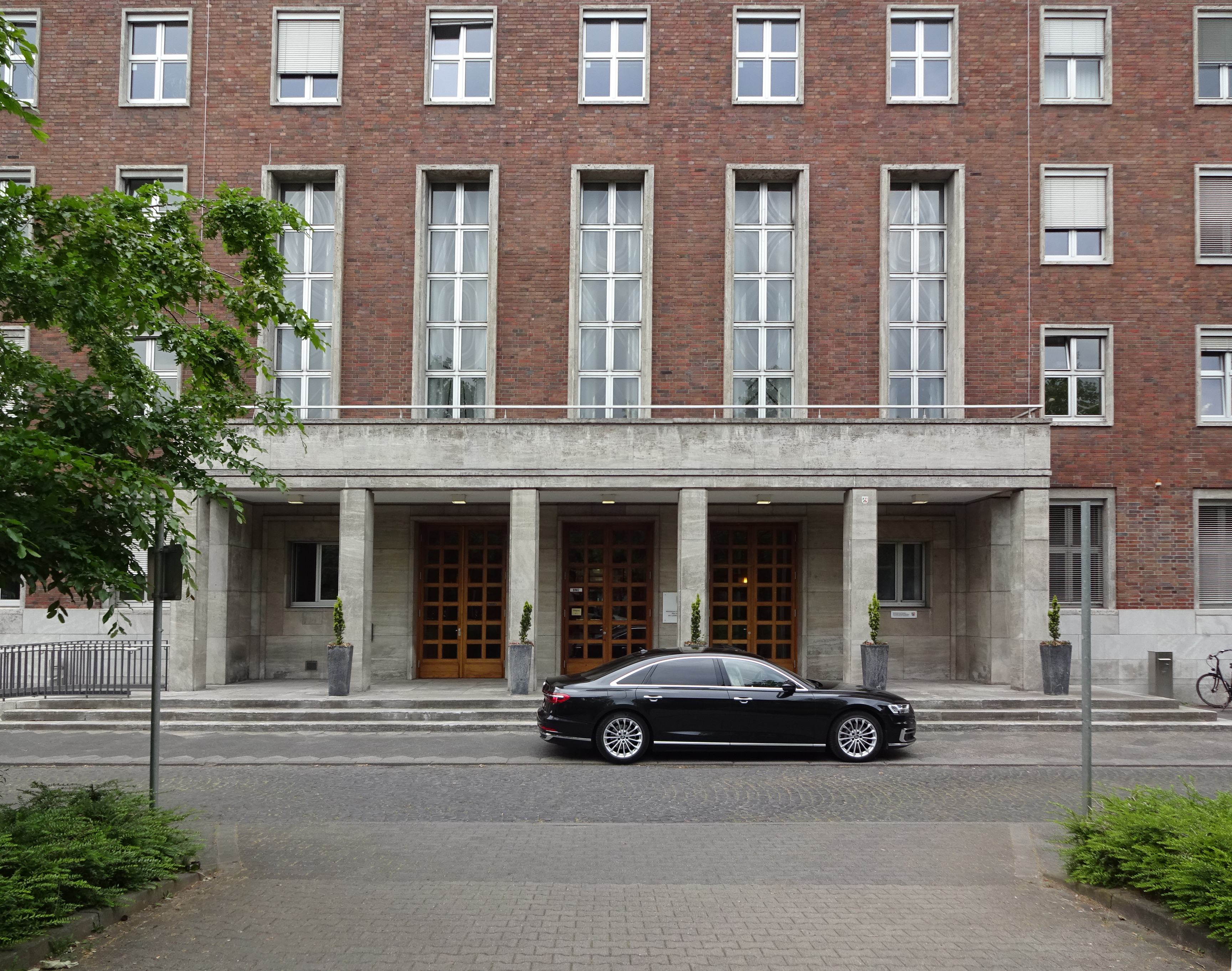
Portal Jürgensplatz 1 (2018)

Im Sommer 1945 wurde der Platz in „Jürgensplatz“ umbenannt.

### Umbenennungsprozess ab 2020
Im März 2018 beauftragte der Düsseldorfer Stadtrat, die Straßennamen durch einen wissenschaftlichen Beirat überprüfen zu lassen. Im Januar 2020 wurde der Abschlussbericht vorgestellt, mit der Empfehlung, Straßen umzubenennen, deren Namen aus den Bereichen Kolonialismus, Militarismus, Nationalsozialismus und Antisemitismus kommen. In diesem Zusammenhang wurde auch die Historie um Franz Jürgens beleuchtet, der in Düsseldorf als Unterstützer der Aktion Rheinland und der kampflosen Übergabe von Düsseldorf an die Alliierten zum Ende des Zweiten Weltkrieges auf vielfältige Weise geehrt wurde. Die Aufarbeitung ergab, dass Franz Jürgens der nationalsozialistischen Ideologie nahestand, am Transport Darmstädter Juden in die Vernichtungslager des Holocaust beteiligt war und sich erst in den letzten Tagen des Krieges gegen das nationalsozialistische Regime gestellt hatte. Daher sollte ihm die Ehre entzogen werden, Namensgeber für eine Straße, einen Platz und ein Berufskolleg zu sein.
Die Bezirksvertretung hatte zunächst gemeinsam mit Bürgern eine bereits einvernehmliche Lösung gefunden. Der Polizist Klaus Dönecke, der sich wesentlich mit der Aufarbeitung der dunklen Geschichte der Düsseldorfer Polizei während der Zeit des Nationalsozialismus beschäftigt hatte, sollte Namensgeber werden. Allerdings hatte man versäumt, die Familie Döneckes einzubeziehen, die sich gegen die Namensgebung aussprach.
Im März 2024 fasste der Rat den Beschluss, die Bezeichnung Jürgensplatz künftig durch einen neuen Namen zu ersetzen. Erste Umbenennungsvorschläge wurden in einer öffentlichen Veranstaltung im August 2024 gesammelt. Die Verwaltung regte die Benennung in Edith-Fürst-Platz an, um diese Frau stellvertretend für alle Opfer des Nationalsozialismus in Düsseldorf zu würdigen.
Vom 6. bis 28. März 2025 gab es einen öffentlichen Aufruf zur Beteiligung an der Namensfindung. Es gab knapp 600 Beiträge beziehungsweise Vorschläge, die über 101.000 Bewertungen (positive und negative zusammengezählt) erhielten.
Vorschläge der Verwaltung:
- „Edith-Fürst-Platz“: 233 positive Bewertungen, 205 negative Bewertungen
- „Platz der Demokratie“: 187 positive Bewertungen, 187 negative Bewertungen
- „Platz der Befreiung“ 79 positive Bewertungen, 214 negative Bewertungen

Vorschläge der Anlieger:
- „Platz der Polizei“ (Vorschlag der Polizeipräsidentin sowie mehrheitliches Stimmungsbild der Präsenzveranstaltung im August 2024): 4036 positive Bewertungen, 6708 negative Bewertungen

Weitere Vorschläge mit insgesamt vielen Stimmen:
- „Rosa-Luxemburg-Platz“ (anonymer Vorschlag): 11.203 positive Bewertungen, 550 negative Bewertungen
- „Eleanor-Marx-Platz“ (anonymer Vorschlag): 7986 positive Bewertungen, 394 negative Bewertungen

### Umbenennung 2025
Der Stadtrat der Landeshauptstadt Düsseldorf beschloss in seiner Sitzung am 10. Juli 2025, den Jürgensplatz in „Edith-Fürst-Straße“ und die Platzfläche vor dem Polizeipräsidium und dem Ministerium für Heimat, Kommunales, Bau und Digitalisierung in „Am Polizeipräsidium“ umzubenennen.

## Bauwerke nach Hausnummern
Auszug aus der Liste der Baudenkmäler in Unterbilk:

| Bild           | Bezeichnung                   | Lage                                                      | Beschreibung | Bauzeit   | Eingetragen seit   | Denkmal- nummer |
| -------------- | ----------------------------- | --------------------------------------------------------- | --- | --------- | ------------------ | --------------- |
| weitere Bilder | ehemalige Oberfinanzdirektion | Jürgensplatz 1, Hubertusstraße 7, Neusser Straße 20 Karte | Das Gebäude der Oberfinanzdirektion wurde am Jürgensplatz, heute von der Edith-Fürst-Straße bis hin zur Neusser Straße anstelle einer früheren Kavalleriekaserne der Husaren (siehe Husarendenkmal) aus dem Jahre 1820 erbaut. Das Gebäude der Oberfinanzdirektion wurde im Stil einer sachlich-zweckorientierten Backsteinarchitektur zur Zeit der Änderung des Platznamens (1937) von Kavallerieplatz zu Mackensenplatz als Landesfinanzamt erbaut. Unter der Nr. 1/3 (Jürgensplatz) befand sich die Reichsfinanzverwaltung (Abteilungen I. Besitz- und Verkehrssteuern, II. Zölle und Verbrauchsabgaben) und in der Hubertusstraße Nr. 7 das Oberfinanzpräsidium. Seit 2017 Sitz des Ministeriums für Heimat, Kommunales, Bau und Gleichstellung des Landes Nordrhein-Westfalen. - Hausnummer 1 (-3): denkmalgeschütztes Gebäude - Die ehemalige Oberfinanzdirektion wird nach dem Zweiten Weltkrieg vorübergehend von britischen Streitkräften genutzt. - Zwischen 1949 und 1952 war das damals Atlantikhaus genannte Gebäude der Sitz der Internationalen Ruhrbehörde gewesen, deren Aufsicht über die Montanindustrie an Rhein und Ruhr 1952 durch die Gründung der Europäischen Gemeinschaft für Kohle und Stahl obsolet wurde. - Das Ministerium für Heimat, Kommunales, Bau und Digitalisierung des Landes Nordrhein-Westfalen hat hier seinen Sitz. Das Gebäude war bis Juni 2017 Amtssitz des Ministeriums für Verkehr des Landes Nordrhein-Westfalen. - 2007 bezog das damalige Ministerium für Bauen und Verkehr, das 2010 in das Ministerium für Wirtschaft, Energie, Bauen, Wohnen und Verkehr integriert worden ist, in das zuvor sanierte Verwaltungsgebäude der heute aufgelösten Oberfinanzdirektion Düsseldorf. - Die Kammer X des Bundesdisziplinargericht befindet sich ebenfalls im Gebäude Jürgensplatz 1. | 1937–1939 | 15. November 1984  | A 761           |
| weitere Bilder | Polizeipräsidium              | Jürgensplatz 5 Karte                                      | Von 1946 bis 1970 war im Polizeipräsidium auch der Sitz des Landeskriminalamt Nordrhein-Westfalen. - Am 10. Dezember 2010 wurde das Ergebnis eines Architektenwettbewerbs zur Erweiterung und Instandsetzung des am Rande des Regierungsviertels gelegenen Polizeipräsidiums öffentlich präsentiert. Demnach soll der weiteren Planung ein Entwurf des Büros HPP Architekten zugrunde gelegt werden. Dieser Entwurf sieht die Verlegung der Stellplatzanlage auf dem Jürgensplatz in eine zweigeschossige Tiefgarage, die Schaffung einer öffentlichen Platzfläche auf dem Jürgensplatz sowie eine öffentliche Wegeverbindung zwischen dem Jürgensplatz und der Neusser Straße vor. Das heute denkmalgeschützte Polizeipräsidium soll längs der Wegeverbindung durch Anbauten mit knapp 5.100 m² Büroflächen erweitert werden. Im Gegensatz zu den massiven, kasernenartigen Backsteinbauten des bestehenden Polizeipräsidiums, das neoklassizistische Züge trägt und in seinen strengen Formen zur Architektur des Nationalsozialismus überleitet, sollen die Anbauten Glasfassaden erhalten. Die Wegeverbindung, die den Komplex zwischen Jürgensplatz im Osten und der Neusser Straße im Westen durchquert, ist Teil einer seitens der Stadt langfristig geplanten Wegeverbindung zwischen dem Ständehaus am Kaiserteich und dem Landtag Nordrhein-Westfalen am Rheinknie. | 1929–1932 | 28. September 1984 | A 716           |
| weitere Bilder | Wohnhaus mit Torzugang        | Jürgensplatz 62 (vormals Kavalleriestraße) Karte          | Ausführung durch Maurermeister Heinrich Sandvoss und Conrad Uhde, Firma Sandvoss & Uhde, Fürstenwallstraße 144. | 1884      | 21. Juni 1982      | A 140           |
| weitere Bilder | Wohnhaus mit Torzugang        | Jürgensplatz 64 Karte                                     | Ausführung Maurermeister Heinrich A. Hensmann | 1872      | 21. Juni 1982      | A 141           |
| weitere Bilder | Wohnhaus mit Torzugang        | Jürgensplatz 66 Karte                                     | Die Bauausführung erfolgte durch den Maurermeister Heinrich A. Hensmann. Über das Portal kommt man durch einen Eingangsflur, welcher von vier bauplastischen Medaillons geschmückt wird, zum Zugang des Hauses. | 1872      | 21. Juni 1982      | A 142           |
| weitere Bilder | Wohnhaus                      | Jürgensplatz 68 Karte                                     | Architekt: Ernst Bernau | 1873      | 23. Februar 1982   | A 48            |
| weitere Bilder | Wohnhaus                      | Jürgensplatz 70 Karte                                     | Architekt: Ernst Bernau | 1873      | 21. Juni 1982      | A 143           |
|                | Husarendenkmal                | Jürgensplatz o. Nr.                                       | Bronzeplakette an Muschelkalkpfeiler zeigt das Hauptportal der ehemaligen Husaren-Kaserne an der Neusser Straße. Das Denkmal wurde nach Plänen des Architekten Hermann vom Endt vom Bildhauer Hermann Nolte ausgeführt und während des 3. Waffentages der Deutschen Kavallerie im Jahre 1933 eingeweiht. Inschrift: „2. Westf. Husaren-Regt. Nr. 11, 1813-1815, 1851-1866, 1871-1906. Alte Kaserne, Portal Neusser Straße“. | 1933      | 25. April 1995     | A 1345          |

## Kunstwerke und Denkmäler

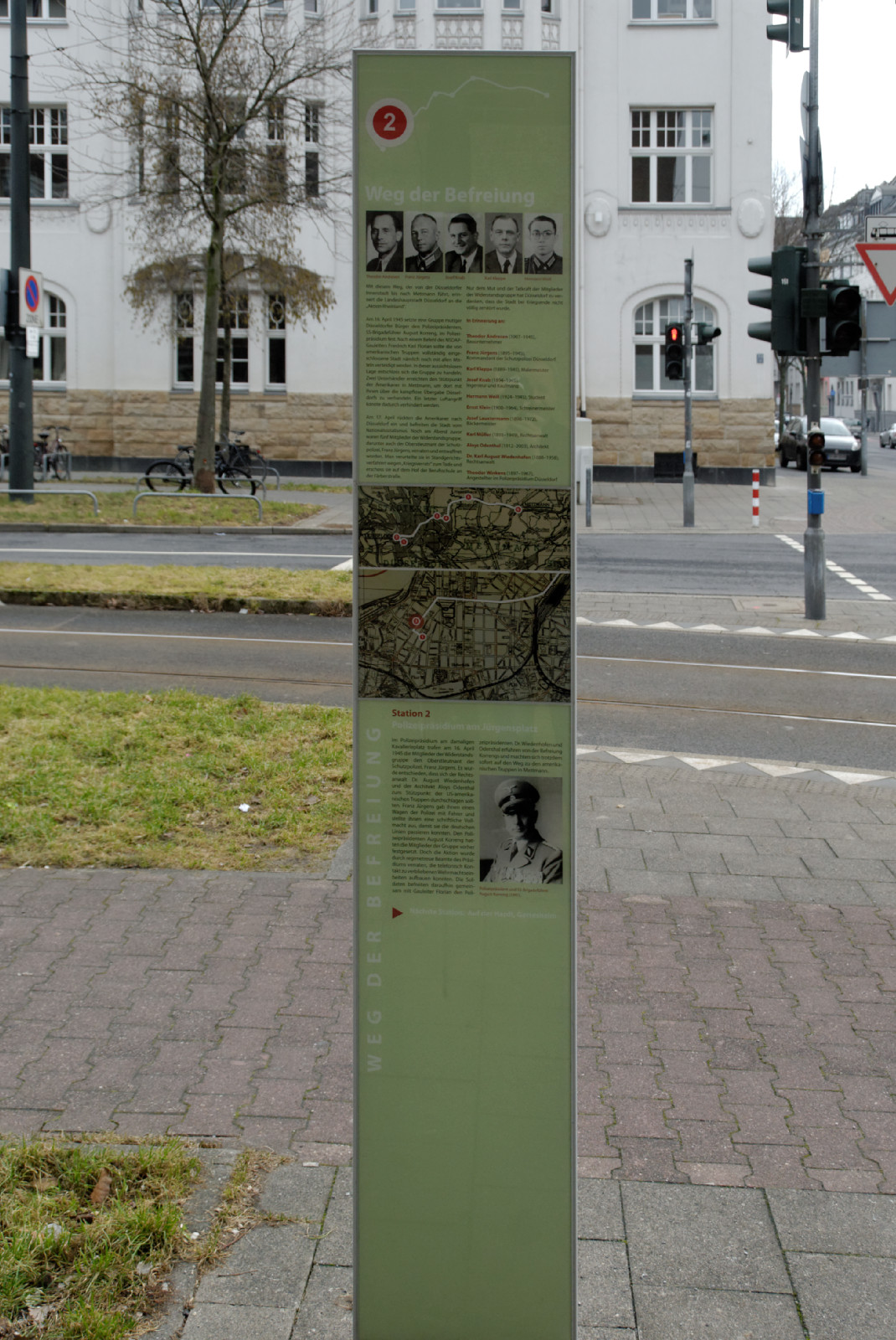
Station 2 am Jürgensplatz

Der Weg der Befreiung hat hier die „Station 2: Polizeipräsidium am Jürgensplatz“:
„Im Polizeipräsidium am damaligen Kavallerieplatz trafen am 16. April 1945 die Mitglieder der Widerstandsgruppe den Oberstleutnant der Schutzpolizei, Franz Jürgens. Es wurde entschieden, dass sich der Rechtsanwalt August Wiedenhofen und der Architekt Aloys Odenthal zum Stützpunkt der US-amerikanischen Truppen durchschlagen sollten. Franz Jürgens gab ihnen einen Wagen der Polizei mit Fahrer und stellte ihnen eine schriftliche Vollmacht aus, damit sie die deutschen Linien passieren konnten. Den Polizeipräsidenten August Korreng hatten die Mitglieder der Gruppe vorher festgesetzt. Doch die Aktion wurde durch regimetreue Beamte des Präsidiums verraten, die telefonisch Kontakt zu verbliebenen Wehrmachtseinheiten aufbauen konnten. Die Soldaten befreiten daraufhin gemeinsam mit Gauleiter Florian den Polizeipräsidenten. Wiedenhofen und Odenthal wussten bereits von der Befreiung Korrengs und machten sich sofort auf den Weg zu den amerikanischen Truppen in Mettmann.“ (Kulturamt Düsseldorf: Texte für die Stelen des Projekts ‚Weg der Befreiung‘, Vorlage 41/77/2010, Kulturausschuss, 9. September 2010)

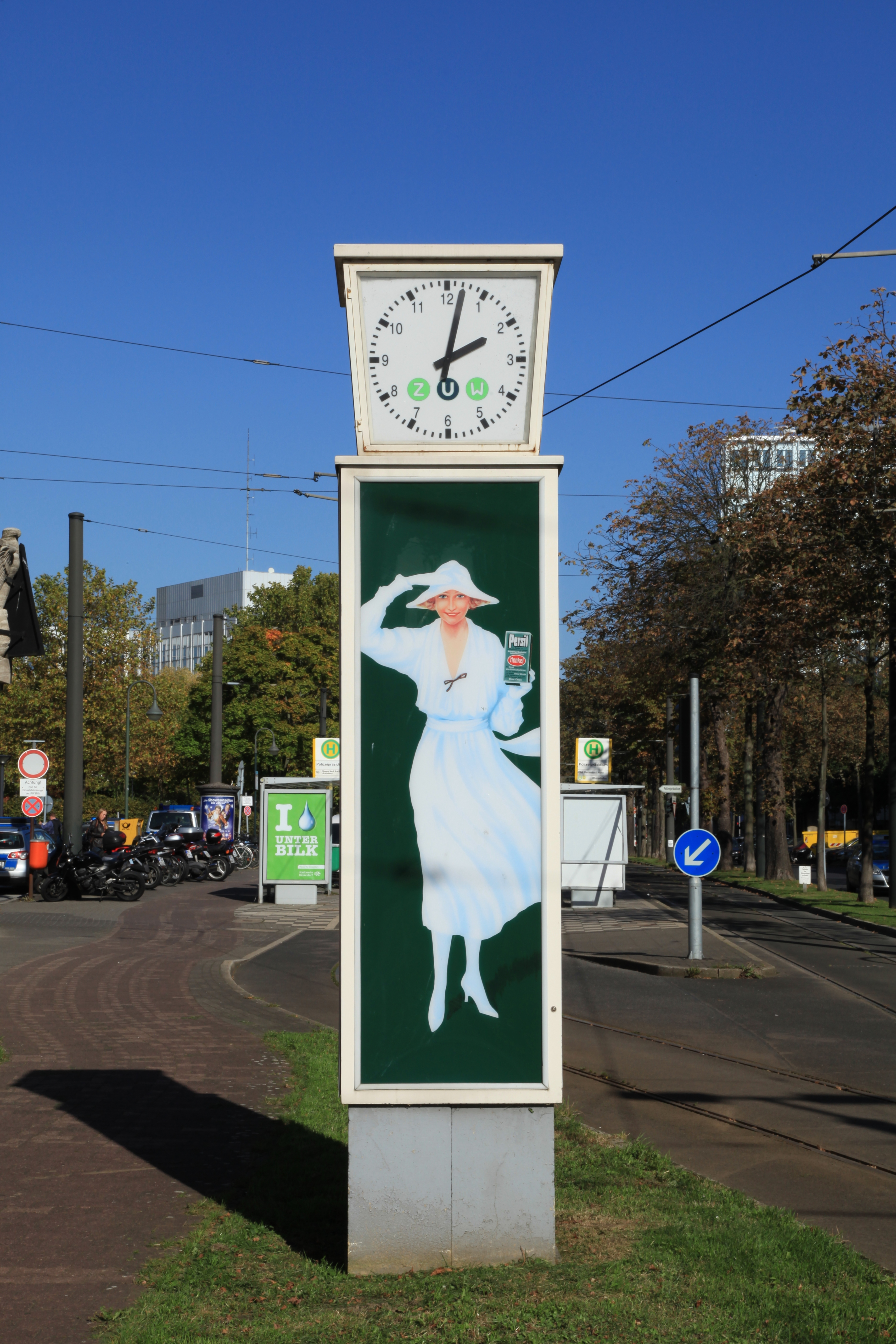
Persiluhr am Jürgensplatz (Liste der Persiluhren in Deutschland)

- Liste von Kunstwerken im öffentlichen Raum in Düsseldorf

Der Regisseur Harald Holzenleiter drehte, zusammen mit Kameramann Günther Neumann, 2009 eine Testfolge für eine geplante Fernsehserie namens Jürgensplatz.
Als Schauspielerinnen waren unter anderem dabei: Kasia Borek, Jana Hora-Goosmann. Obwohl zwei Sender interesse zeigten wurde keine Serie daraus.